# 이희정밴드
이희정밴드는 2016년 이희정밴드 1집 《눈을 뜨다.》로 데뷔한 대한민국의 음악 그룹이다.

## 방송
- 조선판스타 (2021) - Top50

## 음반
- 이희정밴드 1집 눈을 뜨다. (2016)
- 이희정밴드 꽃타령 (2021)
- 굥장허네 (2022)